# Le Jugement de Naïs
Le Jugement de Naïs est une œuvre symphonique d'Augusta Holmès composée en 1902.

## Contexte historique
Augusta Holmès compose le Jugement de Naïs en juin 1902. L'œuvre n'a encore jamais été publiée.

## Structure
L'œuvre est composée d'un seul mouvement.